# 1876년 미국 대통령 선거
1876년 미국 대통령 선거는 1876년 미국에서 치러진 대통령 선거로, 새뮤얼 J. 틸던 후보가 더 많이 득표하였으나, 간접선거제 때문에 선거인단 투표로 공화당 러더퍼드 B. 헤이스 후보가 당선되었다.

## 후보선출

### 공화당
1876년 6월 14일, 공화당 전당대회에선, 7차에 걸친 투표 끝에서 대세였던 제임스 블레인 하원의원을 꺾고 러더퍼드 헤이스 오하이오 주지사가 대통령 후보로 선출된다

### 민주당
1876년 6월, 민주당 전당대회는 막강한 인기를 등에 업은 새뮤얼 틸든 뉴욕 주지사를 대통령 후보로 선출한다

### 지폐당
지폐 대량발행을 통한 경제팽창을 촉구하는 지폐당은 1876년 봄 창당과 함께 박애주의자 피터 쿠퍼를 대통령 후보로 선출한다

### 금지당
금지당은 그린 스미스를 대통령 후보로 선출한다

### 미국국민당
미국국민당은 제임스 워커를 대통령 후보로 선출한다

## 선거 과정
그랜트 행정부 시대 대통령 측근인 주요 공직자들의 부패 스캔들로 여론은 공화당을 떠나기 시작했고, 1874년 미국 하원의원 선거에선 민주당이 승리하기도 했다. 거기다 민주당 대선후보 틸던은 비리정치인들을 기소하고 거물정치인 윌리엄 트위드를 감옥에 보냈던 경력으로 그랜트 행정부에 맞설 개혁의 기수로 여겨졌다. 그러나 레드셔츠나 화이트리그 등의 준 군사집단은 공화당 득표율을 떨어뜨리기 위해 폭력과 협박까지 사용하며 집회 등을 막았고, 이는 오히려 틸든의 이미지에 악영향을 주었다.

## 선거 결과
| 대통령 후보        | 정당       | 근거지    | 득표수    | 지지율 | 선거인단 득표 |
| ------------------ | ---------- | --------- | --------- | ------ | ------------- |
| 러더퍼드 B. 헤이스 | 공화당     | 오하이오  | 4,034,142 | 47.9%  | 185           |
| 새뮤얼 J. 틸던     | 민주당     | 뉴욕      | 4,286,808 | 50.9%  | 184           |
| 피터 쿠퍼          | 지폐당     | 뉴욕      | 83,726    | 1%     | 0             |
| 그린 스미스        | 금지당     | 켄터키    | 6,945     | 0.08%  | 0             |
| 제임스 워커        | 미국국민당 | 일리노이  | 463       | 0.01%  | 0             |
| 계                 | 계         | 8,418,659 | 100.00 %  | 369    |               |

| 부통령 후보       | 정당       | 근거지   | 선거인단 득표 |
| ----------------- | ---------- | -------- | ------------- |
| 윌리엄 A. 휠러    | 공화당     | 뉴욕     | 185           |
| 토마스 헨드릭스   | 민주당     | 인디애나 | 184           |
| 새뮤얼 캐리       | 지폐당     | 오하이오 | 0             |
| 기든 스튜어트     | 금지당     | 오하이오 | 0             |
| 도날드 커크패트릭 | 미국국민당 | 뉴욕     | 0             |
| 계                | 계         | 계       | 369           |

직접 선거에서는 헤이스가 403만표, 틸던이 428만표를 얻어 민주당이 앞섰다. 더욱이 민주당은 선거인단수에서 184명을, 공화당이 166명을 획득해 민주당의 승리는 확실해진 듯 보였다. 그러나 공화당이 장악하고 있던 루이지애나, 플로리다, 사우스캐롤라이나 등 3개 주의 선거인 19표가 어느 당인지 결정나지 않았고 15명의 의원과 대법관으로 구성된 특별개표관리위원회가 지루한 토론과 공방 끝에 대통령 취임 2일 전 결론을 내렸다. 공화당과 민주당의 의원 의석 수가 비율로 8:7로 공화당이 우세하므로 조금이라도 우세한 쪽에게 모든 표를 주기로 결정해 19표가 공화당의 것임을 인정하여 민주당 선거 184표, 공화당 선거 185표로 공화당이 1표 더 앞서 헤이스가 대통령에 당선되게 되었다.

## 같이 보기
- 1876년 미국 하원의원 선거
- 1876년 미국 상원의원 선거